# Axel Ljung

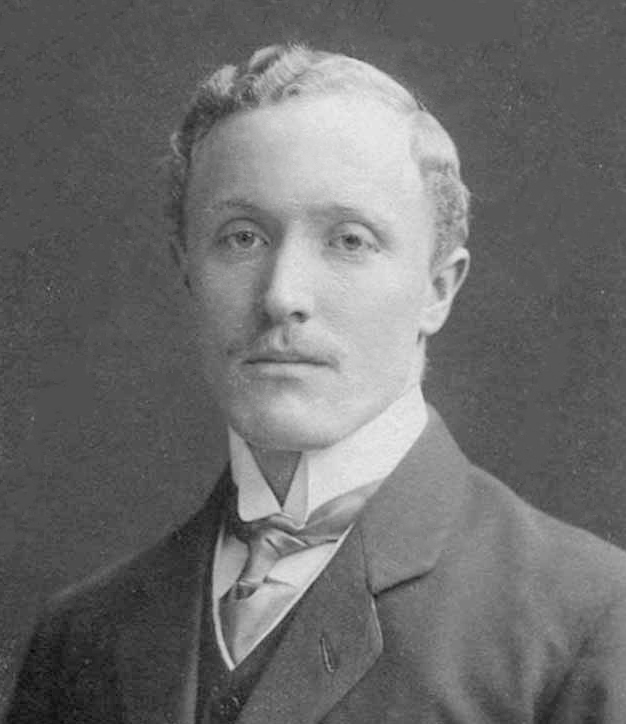
Axel Ljung

Axel Ljung, vollständiger Name: Harald Axel Fredrik Ljung, (* 31. März 1884 in Stockholm; † 5. Februar 1938 ebenda) war ein schwedischer Leichtathlet und Turner.
Bei den Olympischen Zwischenspielen 1906 in Athen wurde er Fünfter im Standweitsprung. Im 100-Meter-Lauf erreichte er das Halbfinale, im 110-Meter-Hürdenlauf schied er in der Vorrunde aus.
1908 gehörte er zur schwedischen Turnermannschaft, die beim Mannschaftsmehrkampf der Olympischen Spiele in London Gold gewann.
1905 und 1908 wurde er nationaler Vizemeister über 110 m Hürden, am 30. August 1908 stellte er in Oslo mit 16,0 s einen schwedischen Rekord in dieser Disziplin auf.
Axel Ljung startete für den AIK Solna.